# خطبه عیادت
خطبهٔ عیادت سخنرانی فاطمه زهرا سلام الله علیها در زمانی که به علت دفاع از علی بن ابیطالب مورد ضربت قرار گرفتن و در بستر بودن او در جمع زنان مهاجرین و انصار مدینه است که برای عیادت از او آمده‌بودند. بر طبق منابع پس از ایراد این خطبه و نقل آن از سوی زنان خطاب به مردان مهاجر و انصار، گروهی از آنان نزد فاطمه زهرا آمده و عذر آوردند که اگر پیش از بیعت، علی بن ابی‌طالب از آنان طلب یاری کرده‌بود، او را یاری می‌کردند. اما اکنون دیگر کاری است که شده‌است. فاطمه زهرا در پاسخ عذر آنان را نپذیرفته و آیات قرآن و احادیث پیامبر را به آنان یادآوری کرد. راویان اصلی این خطبه عبارتند از: علی بن ابی‌طالب، علی بن الحسین، فاطمه دختر حسین بن علی، ابن‌عباس و عطیه عوفی. تعداد سندهای نقل این خطبه هشت سند است. قدیمی‌ترین سند این خطبه نیز بلاغات النساء است. این خطبه در کتاب‌هایی مانند امالی، کشف‌الغمه، احتجاج و بحارالانوار نیز آمده‌است.